# Reprise garantie
La reprise garantie (ou garantie de reprise) est un système, mis en place en 2005, qui permet d’ordonnancer, entre les collectivités locales et un opérateur, le recyclage des déchets d’emballages ménagers que l’on a déposé préalablement dans la poubelle destinée aux déchets recyclables (papiers, carton d’emballage, bouteille plastique, petits électroménagers, canette, boite de conserve…).
Expliquer la reprise garantie, c’est mettre en lumière une organisation complexe qui répond à des normes précises car la gestion de nos déchets d’emballages ménagers ne se résume pas uniquement aux simples enlèvements par les camions poubelles et au tri. Cet article vise à expliquer la finalité, présenter les différents acteurs et leurs missions.

## Actualite 2011
Depuis le 1er janvier 2011 un nouveau Barème E a vu le jour fixant de nouvelles conditions de reprise des emballages ménagers issus des collectes sélectives des collectivités locales. Ces dernières ont la possibilité de renégocier leurs contrats de garantie de reprise avec les écorganismes ou d’opter pour la « Valorisation Garantie opérateur » des sociétés agréées pour une durée de 3 à 6 ans. Plusieurs solutions s'offrant aux collectivités locales.

## Contexte
Selon le Décret n°92-377 du 1er avril 1992, tout producteur de déchets qui, à titre professionnel, emballe ou fait emballer ses produits en vue de leur mise sur le marché national, est tenu de pourvoir à l'élimination des déchets qui proviennent de l'abandon par les ménages de ces emballages. À défaut d'y satisfaire par ses propres moyens, le producteur peut déléguer la réalisation de son obligation à une société agréée par les pouvoirs publics pour la reprise d’emballages ménagers, en contrepartie du versement d'une contribution financière. Pour cela deux éco-organismes agréés par les Pouvoirs Publics ont été créés à l’initiative des producteurs d’emballages : Éco-Emballages (1992) et Adelphe (1993). 

## Petite histoire de la reprise garantie
Jusqu’en 2005, ces deux éco-organismes avaient le monopole du marché de reprise des déchets d’emballages ménagers recyclables issus des collectes sélectives des collectivités locales sous forme de contrats de Garantie de reprise (ou Reprise option filières).  Au cours de cette période, les collectivités ne pouvaient écouler leurs marchandises (verre ; papier/carton ; plastique ; métaux ferreux et non ferreux) qu’aux seules filières de recyclages agréées par les éco-organismes avec un prix positif ou nul pour certains matériaux. 
En 2005, le marché s’est ouvert à des sociétés agréées adhérentes de la FNADE ou de FEDEREC (SITA France,…) dans le cadre de marchés privés avec les collectivités. Il s’agit du barème D des Sociétés agréées qui instaure des contrats de « Reprise garantie (ou reprise option fédération) proposés par ces entreprises industrielles du recyclage et permettant aux collectivités de négocier librement le prix et les conditions de reprise de leurs emballages recyclables. Il y a dès lors une véritable oxygénation du marché.
Début 2011 un nouveau Barème E voit le jour fixant de nouvelles règles pour la filière des emballages ménagers recyclables pour les 6 prochaines années. 

## Collectivités locales
1. La Reprise option filière (ancienne Garantie de reprise) des éco-organismes qui garantit les enlèvements de tonnage et la pérennité du contrat de reprise mis en œuvre par les filières matériaux.  Elle propose aux collectivités un prix de rachat unique par matière.
2. La Reprise Garantie option fédération qui garantit les enlèvements de tonnage et la pérennité du contrat de reprise mis en œuvre par opérateurs labellisés des Fédérations. Elle permet surtout et avant tout la possibilité aux collectivités de négocier les prix de reprise, générant ainsi une forte amélioration des recettes perçues par les collectivités territoriales. 
3. La Reprise option individuelle, qui laisse la collectivité gérer par elle-même les enlèvements des déchets et la gestion du recyclage. Elles ne bénéficient donc pas des garanties d’une filière de matériaux ou d’une fédération. 
Pour faire jouer la concurrence et réévaluer leurs recettes les collectivités locales ont la possibilité de sortir au bout de 3 ans et demi sous contrat Garantie de Reprise au lieu des 6 ans initialement prévus. De même, le passage au barème E permet à nombre d’entre elles de renégocier leurs contrats de garantie de reprise ou d’opter pour la « Valorisation Garantie opérateur » si celle-ci s’avère plus avantageuse. SITA est le premier opérateur agréé sur la Valorisation Garantie Opérateur et propose aux collectivités un simulateur de reprise par matériau pour les accompagner dans leur choix entre Garantie de Reprise ou Valorisation Garantie Opérateur.